# 작은라니쥐
작은라니쥐(Haeromys pusillus)는 쥐과에 속하는 설치류의 일종이다. 인도네시아와 말레이시아, 필리핀에서 발견된다. 자연 서식지는 아열대 또는 열대 기후 지역의 건조림이다.

## 특징
꼬리 길이 120~133mm를 제외한 몸길이가 70~78mm인 작은 설치류로 발 길이는 19~21mm, 귀 길이는 15~16mm이다. 몸무게는 최대 15g이다.

## 생태
나무 위에서 주로 생활하는 수상성 동물이다. 먹이는 나무 열매이다. 한 번에 2마리까지 새끼를 낳는다.

## 분포 및 서식지
술라웨시섬 북동부 지역과 북부 반도, 중부 지역의 토착종이다. 해발 75~1,000m의 저지대 열대 상록수림에서 서식한다.